# Mörel VS
| VS ist das Kürzel für den Kanton Wallis in der Schweiz. Es wird verwendet, um Verwechslungen mit anderen Einträgen des Namens Mörel zu vermeiden. |

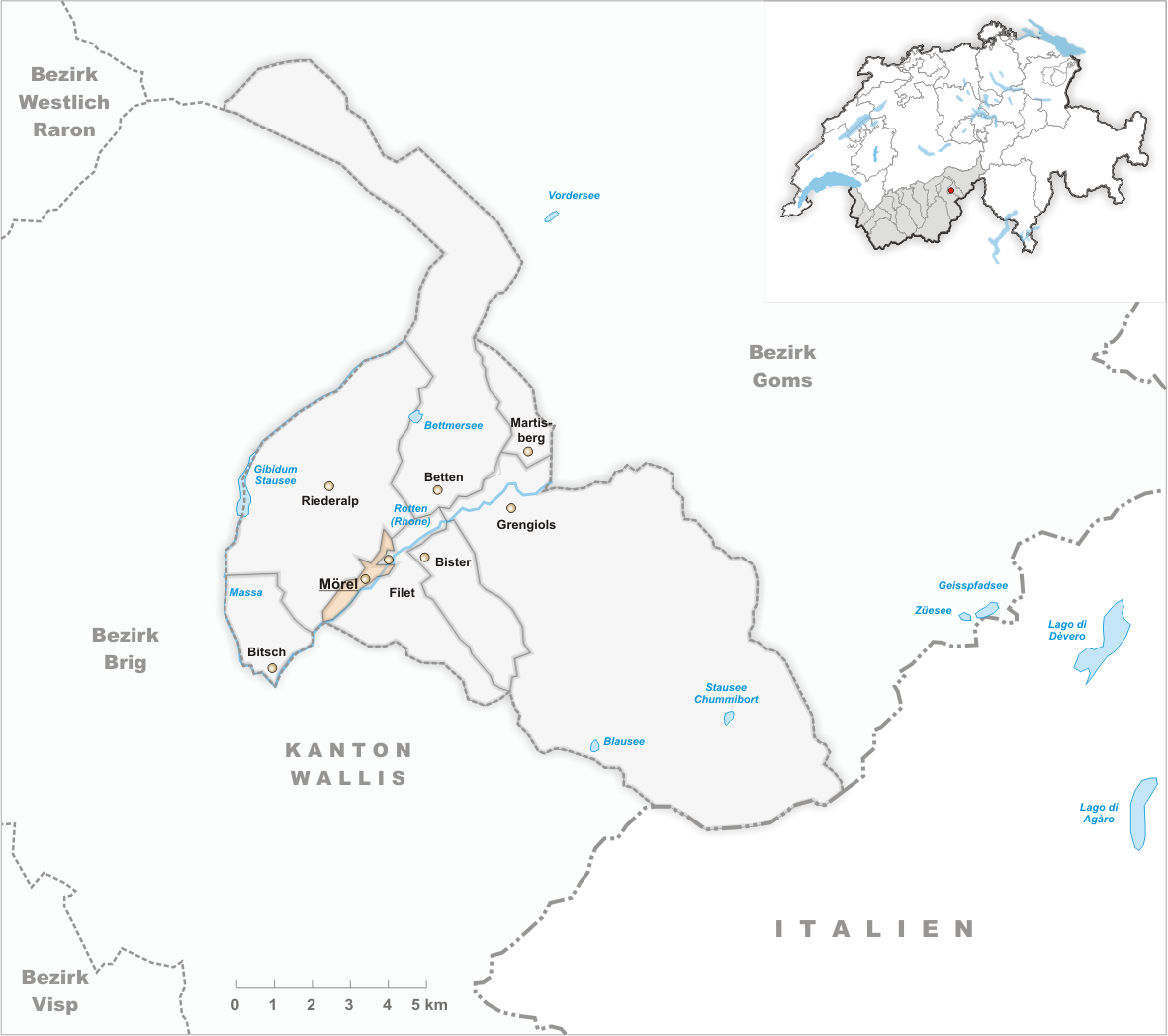
Gemeindestand vor der Fusion am 1. Januar 2009

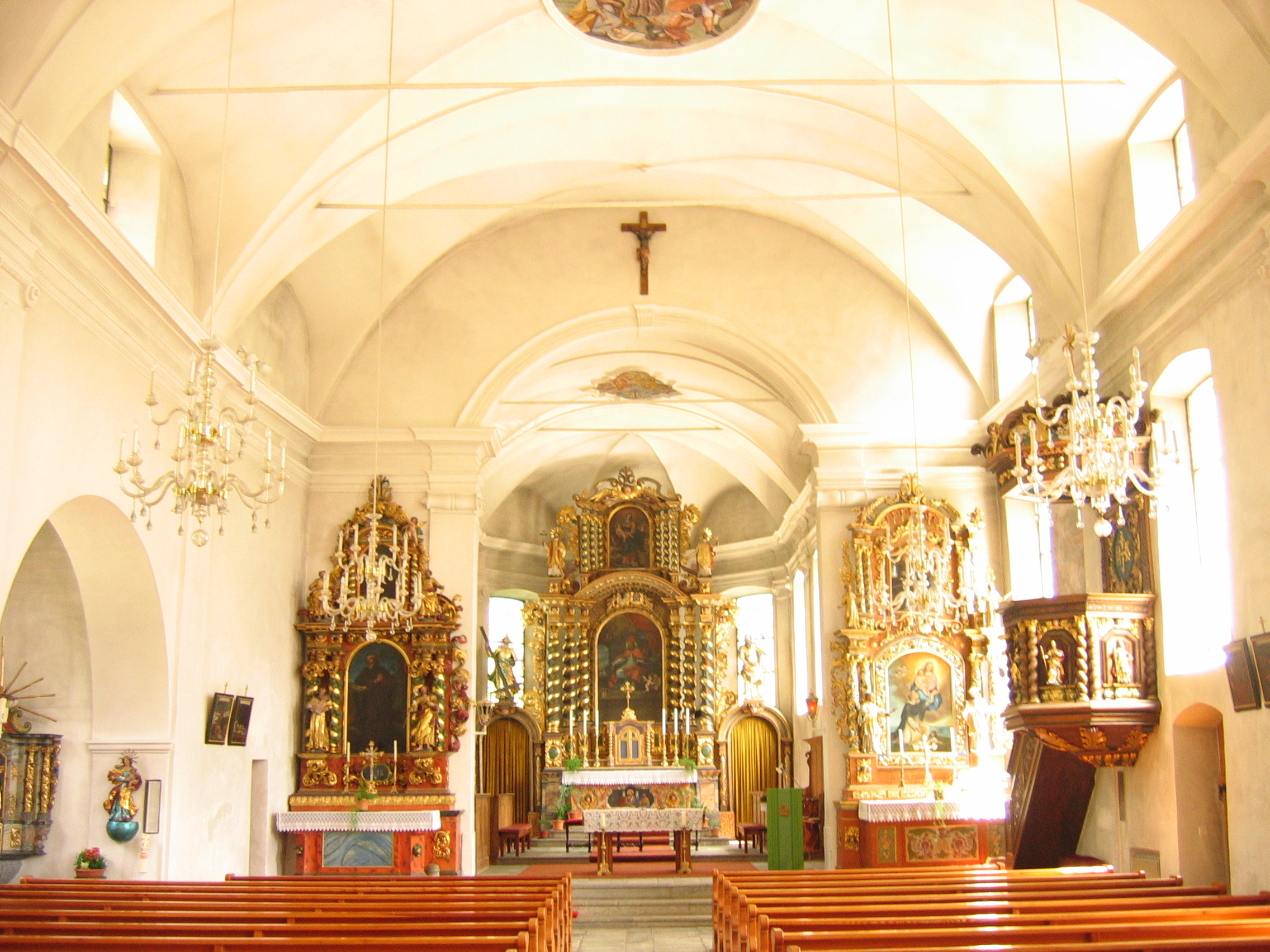
Barockes Inneres der Pfarrkirche St. Hilarius

Mörel (walliserdeutsch: Merl) ist ein Ort in der Munizipalgemeinde Mörel-Filet im Schweizer Kanton Wallis.
Bis zum 31. Dezember 2008 war Mörel eine eigenständige Munizipalgemeinde. Als katholische Kirchgemeinde ist sie bis heute selbständig; sie gehört zum Dekanat Brig.

## Bevölkerung
| Bevölkerungsentwicklung | Bevölkerungsentwicklung | Bevölkerungsentwicklung | Bevölkerungsentwicklung | Bevölkerungsentwicklung | Bevölkerungsentwicklung | Bevölkerungsentwicklung |
| ----------------------- | ----------------------- | ----------------------- | ----------------------- | ----------------------- | ----------------------- | ----------------------- |
| Jahr                    | 1850                    | 1900                    | 1950                    | 1980                    | 2000                    | 2007                    |
| Einwohner               | 210                     | 327                     | 433                     | 541                     | 524                     | 524                     |

## Geschichte
Der Ortsname findet sich erstmals im Jahr 1203 als Morio und als de Morgi urkundlich erwähnt; die deutsche Namensform auf -l ist erst ab 1539 bezeugt. Der Name ist wohl vordeutsch und könnte auf ein keltisches *morgā ‘Sumpf, Sumpfloch’ zurückgehen.
Am 24. Februar 2008 wurde in einer Volksabstimmung das Zusammengehen von Mörel mit der flächenmässig viel grösseren Nachbargemeinde Filet beschlossen. In Filet erfolgte die Zustimmung mit 73 Prozent Ja-Stimmen, in Mörel dagegen mit 93 Prozent Ja-Stimmen. Ein Grund für die überwältigende Zustimmung in Mörel liegt darin, dass dessen Einwohner von der Fusion profitieren, da die Nettoverschuldung in Mörel bei rund 10'000 Franken pro Kopf liegt und sich mit der Fusion praktisch halbiert. Für Filet hingegen steigt die Pro-Kopf-Verschuldung von rund 2'600 Franken auf etwa 5'700 Franken in der Fusionsgemeinde.
Eine erste Fusion mit Filet und Bister erfolgte durch den Grossen Rat des Kantons Wallis bereits im Jahr 1875 (Dekret von 24. November 1875, GS S. 102). Diese Fusion wurde bereits mit Dekret vom 2. Juni 1877 (GS S. 335) mit Wirkung vom 9. September 1877 wieder aufgehoben.

## Baudenkmäler
Das Zentrum bildet die römisch-katholische Pfarrkirche St. Hilarius samt Beinhauskapelle St. Josef (1735) und Kirchhof. Die Baugeschichte des Glockenturmes reicht bis ins 13. Jahrhundert zurück; er ist vermutlich der Rest einer früheren Kirche. Das Langhaus und der Chor wurde in den Jahren 1527 bis 1547 im gotischen Stil neu erbaut, das Innere und ein Teil der Aussenfassade der Kirche wurden im 18. Jahrhundert barockisiert. Die Pfarrei Mörel ist seit jeher eigenständig.

## Persönlichkeiten
- Leopold de Sepibus (1815–1885), Staatsrat (1850–1871)
- Felix Walker (Politiker, 1935) (* 1935), Nationalrat und Direktor der Raiffeisen Schweiz
- Walter Willisch (1936–2022), Künstler, Zeichenlehrer und Galerist